# Paludification
 (novembre 2013).
Si vous disposez d'ouvrages ou d'articles de référence ou si vous connaissez des sites web de qualité traitant du thème abordé ici, merci de compléter l'article en donnant les références utiles à sa vérifiabilité et en les liant à la section « Notes et références ».

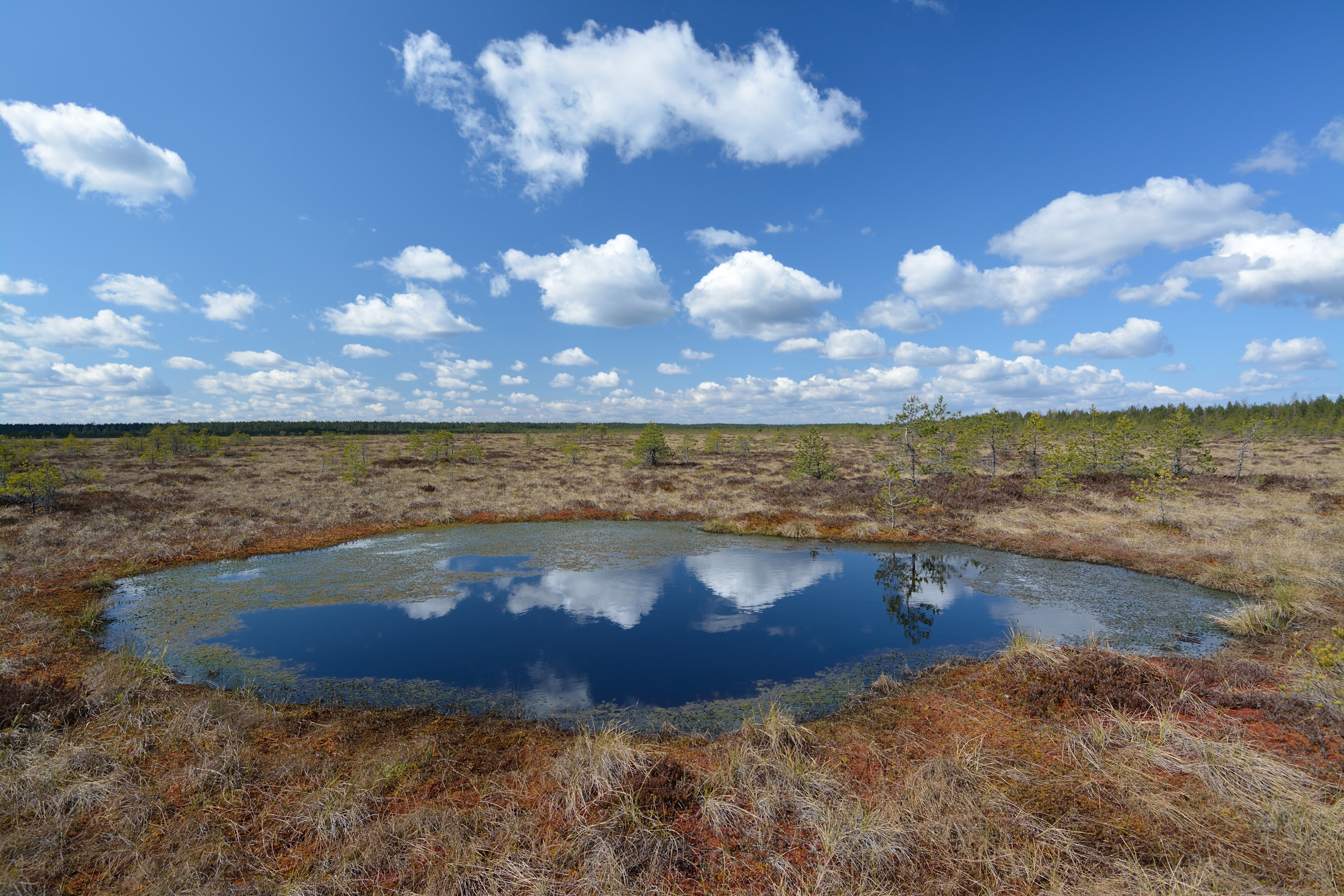
La paludification est le processus par lequel la forêt se transforme en tourbière. Sur cette photo on voit la tourbière de Koitjärve, Estonie.

La paludification ou emmarécagement est l'ensemble des processus conduisant à la transformation d'un terrain en marais ou marécage. Lorsque ce terrain est une forêt au sol saturé en eau et que le bilan d'eau est positif, entre les apports (précipitations, ruissellement amont, condensation de l'air) et les pertes (ruissellement aval, percolation, évaporation , transpiration des plantes), la paludification ou entourbement consiste en une accumulation de la couche organique du sol qui mène graduellement à la formation d'une tourbière. La paludiﬁcation a pour effet de réduire la température du sol, le taux de décomposition, l’activité microbienne et la disponibilité des éléments nutritifs. Elle peut donc réduire la productivité des sites forestiers, en fonction du temps écoulé depuis le dernier feu de forêt majeur. Les feux de forêts brûlent en effet le surplus de matière organique au sol et redonnent une certaine productivité au milieu forestier.
Le phénomène est particulièrement répandu dans le nord-est de l'Amérique du Nord, dans les basses-terres de la baie d'Hudson où le relief plat favorise les terrains tourbeux et mal drainés.
Au Québec, il est fortement étudié en Abitibi.